# Шоазе
Шоазе (фр. Choisey) насеље је и општина у источној Француској у региону Франш-Конте, у департману Јура која припада префектури Доле.
По подацима из 2011. године у општини је живело 1061 становника, а густина насељености је износила 138,87 становника/km². Општина се простире на површини од 7,64 km². Налази се на средњој надморској висини од 209 метара (максималној 231 m, а минималној 193 m).

## Демографија
| 1962. | 1968. | 1975. | 1982. | 1990. | 1999. | 2011. |
| ----- | ----- | ----- | ----- | ----- | ----- | ----- |
| 600   | 747   | 764   | 877   | 887   | 984   | 1.061 |

График промене броја становника у току последњих година